# Missa pro defunctis per octo vocibus (Cavalli)
La Missa pro defunctis per octo vocibus (Messe des morts, à huit voix) est un requiem composé en 1675 par Francesco Cavalli, peu de temps avant sa mort, en prévision de cérémonies à sa mémoire. C'est une œuvre pour deux chœurs à quatre voix, et une basse continue. C'est une des pièces sacrées de Cavalli, qui était surtout réputé  comme compositeur d'opéra, et qui est considérée comme un de ses chefs-d’œuvre avec, selon le musicologue August Ambros, des qualités spirituelles comparables à celles d'un Requiem de Mozart.

## Histoire
Francesco Cavalli a été maître de chapelle de la basilique Saint-Marc à Venise depuis 1668, jusqu'à la fin de ses jours en 1676. En 1675, sentant sa mort approcher, il écrit cette Missa pro defunctis avec des dispositions testamentaires précises pour l'organisation et l'exécution de cette musique. Contrairement à ce qui est souvent écrit, cette œuvre n'était pas destinée à ses funérailles. Pour celles-ci, Cavalli a souhaité au contraire l'exécution d'un requiem composé par son successeur en tant que maître de chapelle de Saint-Marc, Natale Monferrato. Ce requiem devait posséder un double chœur et au moins douze musiciens.
Son testament stipulait que son propre requiem, qui ne comporte en accompagnement qu'une simple basse continue, devait être jouée deux fois l'année suivant ses funérailles lors de cérémonies commémoratives, une fois à la chapelle ducale de la basilique Saint-Marc, et une autre à l'église San Lorenzo de Venise. Pour l'ensemble de ces dispositions, il lègue une importante somme d'argent à la paroisse de San Lorenzo.
Les obsèques de Cavalli ont eu lieu à l'église San Lorenzo, au son du requiem de Monferrato, où il a été inhumé dans la tombe de l'évêque Claudio Sozomeno, oncle de son épouse, et auprès de celle-ci et de ses deux sœurs.

## Musique
Le requiem est composé pour deux chœurs à quatre voix, dans le style polychoral vénitien (Cori Spezzati), et une simple basse continue, où les deux chœurs sont employés de manière concertante. Le compositeur oppose en permanence des parties intimistes de solistes à deux, trois ou quatre voix à des constructions massives à huit voix avec tout l'effectif.
L’œuvre reste fidèle au stile antico, assez proche du style de Palestrina. Ce dernier utilisait souvent les deux chœurs en imitation, et on retrouve cette pratique dans le Requiem, contrastant avec des passages où les deux chœurs sont unis, homophoniques, pour souligner des phrases importantes comme Dies Irae, Confutatis, Dona Eis etc. Cela n'empêche pas le compositeur de faire preuve de beaucoup d'audace harmonique, qui préfigure les innovations chromatiques  de Antonio Lotti ou Leonardo Leo.
Cette messe de requiem est une des premières à ne pas utiliser d'intonation grégorienne au début de chaque pièce, comme il était d'usage jusqu'alors pour les messes de la Renaissance. Il y a une sorte d'intonation pour l'Introït, le Te Decet et l'Agnus Dei, mais courte et harmonisée, au lieu d'une intonation monodique traditionnelle.
La messe ne retient que sept parties des neuf parties possibles d'un requiem :
1. Requiem aeternam
2. Kyrie Eleison
3. Dies Irae
4. Offertorium
5. Sanctus
6. Agnus Dei
7. Libera me

La pièce centrale de l'œuvre est le Dies Irae qui occupe à lui seul plus d'un tiers de la messe, et est également la partie où le compositeur a déployé tout son art avec, selon Iain Fenlon, "des illustrations musicales de texte vigoureuses et une étonnante versatilité de composition". Chase remarque des réminiscences dans cette partie des madrigaux du XVIIIe livre "Guerre et Amour" de Claudio Monteverdi, notamment de l'illustration des mots "marteaux" (martelli) et "eau" (aqua).